# 54510 Yakagehonjin
54510 Yakagehonjin este o planetă minoră (asteroid) din centura de asteroizi. A fost descoperită pe 6 august 2000 la Bisei Spaceguard Center⁠(d) de BATTeRS⁠(d). 
Obiectul prezintă o orbită caracterizată de o semiaxă mare de 2,6199054842615 UAi, o excentricitate de 0,048750546978704, o înclinație de 1,7558299924707 ° în raport cu ecliptica.